# محافظة فيينتيان
 محافظة فيينتيان (لاو:ວຽງຈັນ) و(بالإنجليزية: Vientiane Province)‏ هي واحدة من محافظات لاوس وتقع شمال غرب البلاد في العام 1989 تم تقسيم المحافظة إلى قسمين، حيث تم إنشاء مقاطعة فيينتيان التي تحتوي على عاصمة البلاد فيينتيان.

## التقسيمات الإدارية
- تنقسم المحافظة إلى 12 تقسيمة إدارية (بلديات)

| 1. مقاطعة فيوانج 2. مقاطعة هينهورب 3. مقاطعة هوم 4. مقاطعة كاسي 5. مقاطعة كيو أودوم 6. مقاطعة ماد 7. مقاطعة فونهونج 8. مقاطعة ثولاخوم 9. مقاطعة فانجفينج | 1. مقاطعة فينجخام 2. مقاطعة إكسيسومبون 3. مقاطعة إكساناخارم |

## معرض صور

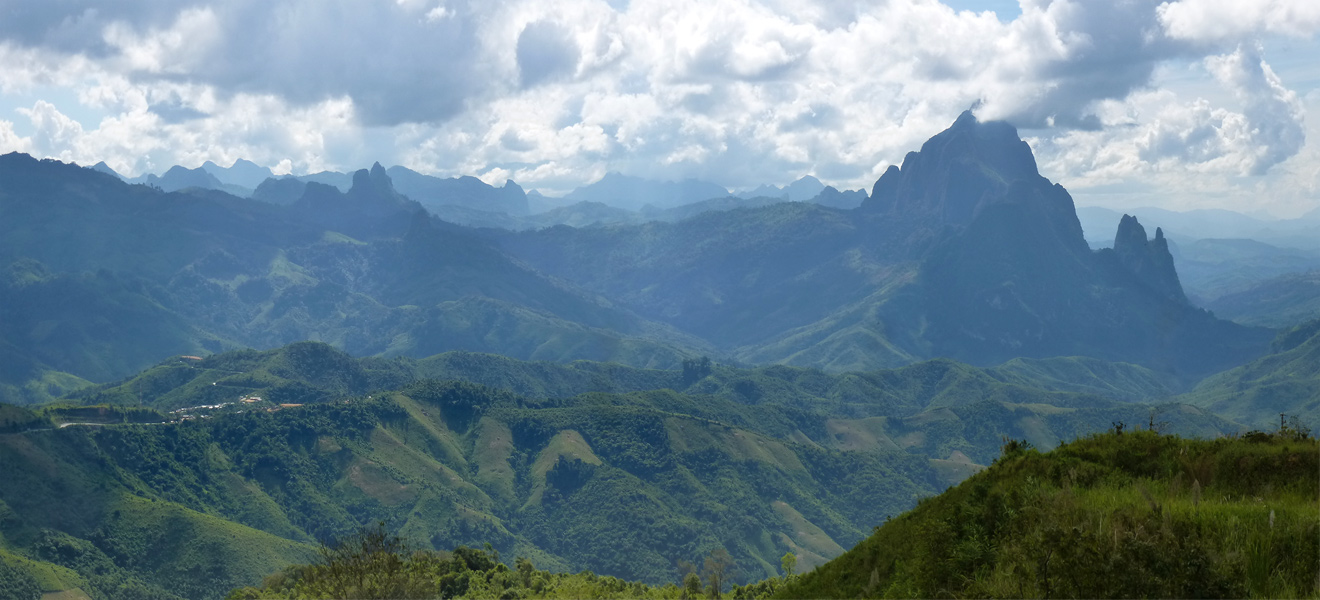
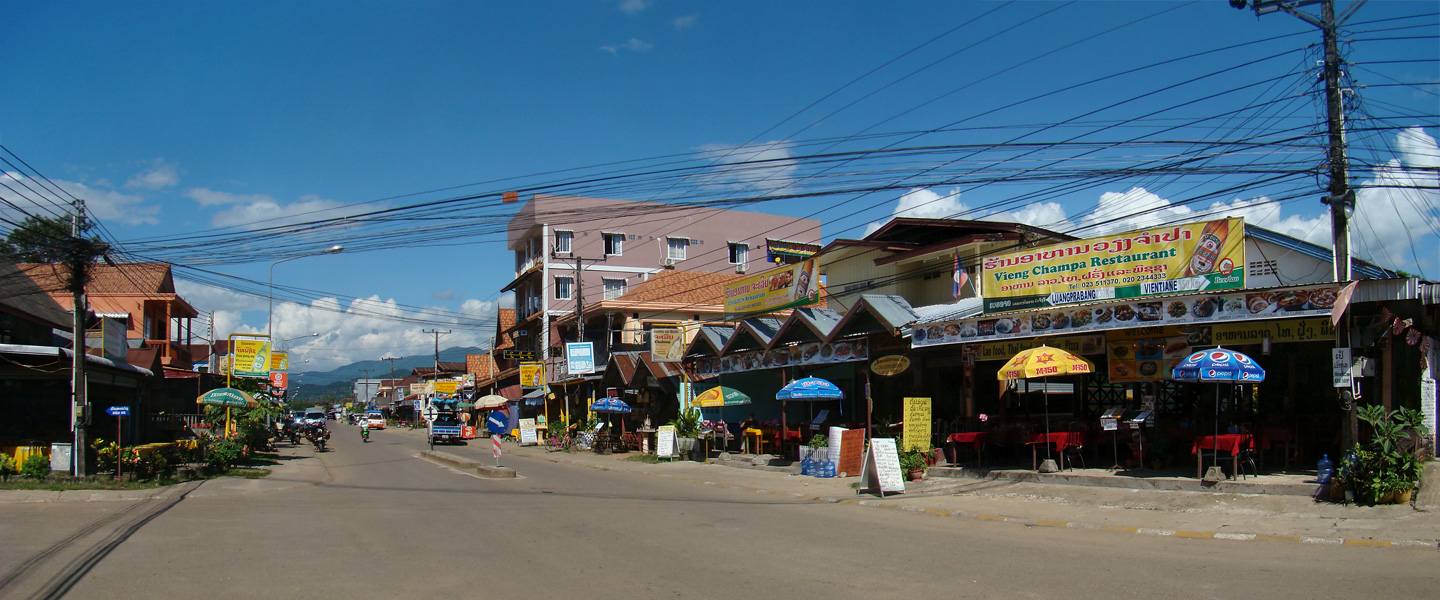
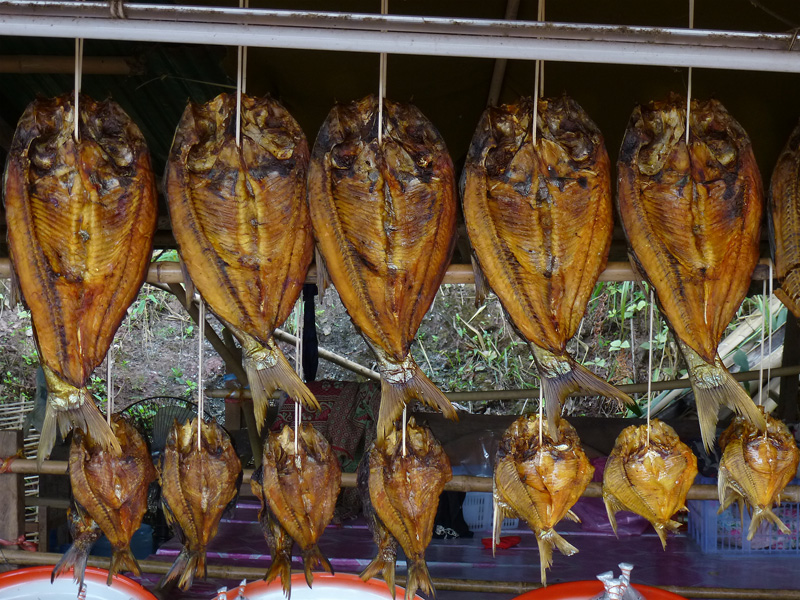
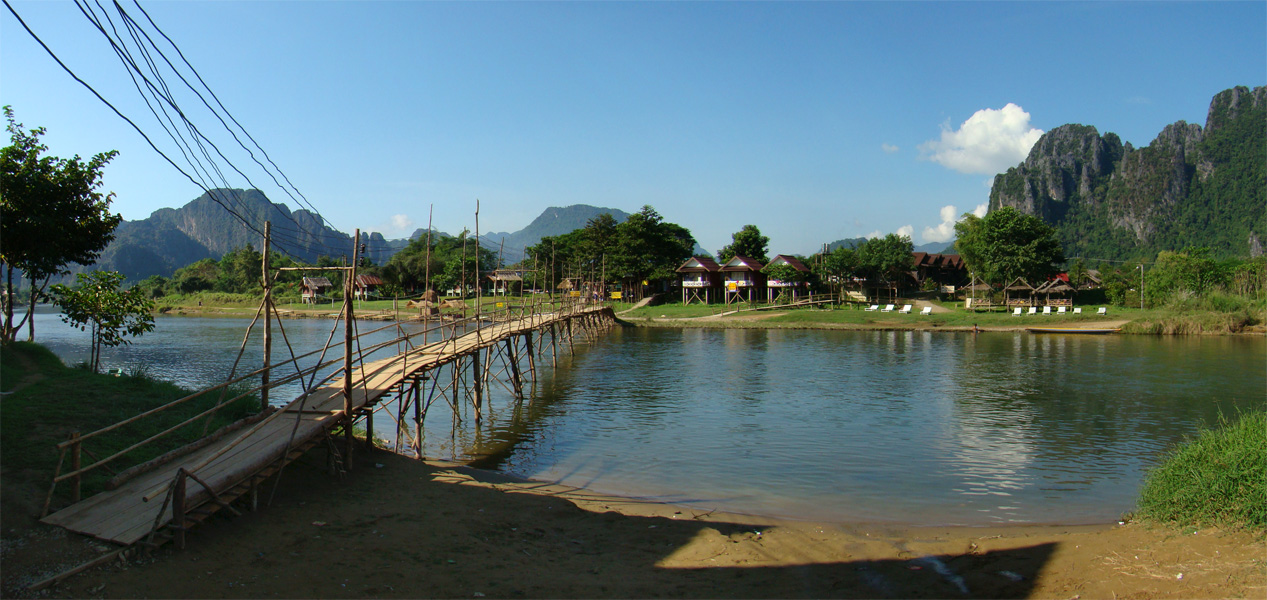